# Čardášová princezna
Čardášová princezna (německy Die Csárdásfürstin, maďarsky Csárdáskirálynő) je opereta maďarského dramatika a hudebního skladatele Emmericha (Imreho) Kálmána. Premiéra sa konala 15. listopadu 1915 v divadle Johann-Strauss-Theather ve Vídni. Libreto, původně nazvané Ať žije láska (Es lebe die Liebe; název byl změněn ještě před premiérou) napsali Leo Stein a Béla Jenbach. Opereta byla úspěšná i přes probíhající světovou válku a ještě v jejím průběhu se hrála v Rusku (pod názvem Sylva) a New Yorku (pod názvem The Riviera Girl). Dodnes patří k nejhranějším klasickým operetám a je populární svými valčíky a dynamickými čardášovými melodiemi.

## Vznik a charakter operety
Maďarský skladatel Imre (Emmerich) Kálmán získal slávu nejprve svou operetou Podzimní manévry (Budapešť 1908, ve Vídni 1909), ještě více pak Cikánským primášem (1912). Svou nejslavnější operetu pak začal psát v květnu 1914 v Mariánských Lázních ve vile Lugisland.
Libreto mu k ní napsali společně významní libretisté vídeňské operety Leo Stein (vl. jm. Rosenstein, 1861–1921), mezi jehož další díla patří například Vídeňská krev Johanna Strausse ml., Veselá vdova a Hrabě Luxemburg Franze Lehára nebo Polská krev Oskara Nedbala, a Béla Jenbach (vl. jm. Jacobowitz, 1871–1943), libretista mj. Lehárových pozdějších operet Paganini a Carevič. Vedle Čardášové princezny napsali oba společně také libreto ke Kálmanově operetě Holanďanka a Lehárově Modrému mazuru.
Zhruba v době, kdy měl Kálmán dokončeno první jednání, zasáhlo do jeho života vypuknutí světové války a poté rovněž smrt jeho mladšího bratra Bély, kterou skladatel těžce nesl. Vrátil se k ní až po odmlce téměř jednoho roku. Mezitím se mírně pozměnil děj – z původně rumunské zpěvačky se stala Maďarka, ponechala si však rumunsky znějící jméno Sylva Varescu –, zejména však partitura získala na charakteristické melancholii odlišující ji od jiskřivě optimistických děl Franze Lehára z počátku 20. století. Práci na operetě Kálmán dokončil v Bad Ischlu vbudově „Rosenvilla“, kde dříve pobývali například Giacomo Meyerbeer, Johannes Brahms nebo – dokud si tam nepořídil vlastní vilu – Franz Lehár.
Premiéra se konala ve vídeňském Johann Strauß-Theater 17. listopadu 1915. Původně stanovené datum 13. listopadu muselo být posunuto pro indispozici představitele Boniho, Josefa Königa. Rovněž původně plánovaný název Ať žije láska (Es lebe die Liebe, citace Sylvina přípitku z 1. dějství) byl na poslední chvíli změněn proto, aby se opereta zřetelně odlišila od operety Oscara Strause Rund um die Liebe, uvedené nedlouho předtím.
Libreto je obratně sestaveno, obsahuje však řadu běžných operetních situací. Obsazení je pro operetu typické: milovnický pár (Sylva a Edwin), vedlejší pár mladokomika a subrety (Boni a Stasi), starokomik a komická stará (kníže a kněžna); méně běžnou postavou a jakýmsi komentátorem děje je postava starého Feriho. Příběh o láskách zlaté mládeže z řad synů vysoké aristokracie a divadelních či varietních hvězd nebyl vzdálen skutečnosti a měl nádech pikantnosti, stejně jako zobrazení absurdnosti stavovských přehrad na prahu nové doby. Nicméně to nejsou společenské předsudky či konflikty, které jsou pro zápletku rozhodující, nýbrž tradiční náhodné nedorozumění mezi milenci; rovněž prvek nesprávně zkombinovaných párů je v operetě běžný. Hodnotu Čardášové princezny představuje především Kálmánova hudba. Zatímco některá čísla vycházejí ze vzoru vídeňské operety a zejména Lehára a jeho Veselé vdovy (Die Mädis von Chantant, Tanzen möcht' ich, valčíkové melodie ve 2. dějství), čardášové rytmy ovládají hudbu spojenou se Sylvou (Heia, Heia, in den Bergen; Ja so ein Teufelsweib a především tercet Nimm, Zigeuner, deine Geige), jiné melodie vynikají procítěnou melancholií (duet Weißt Du es noch?). I slavný „vlaštovčí duet“ je mezi operetními milostnými duety zvláštní tím, že mezi „milenci“ není láska, jen se bláhově snaží jeden druhého a sami sebe přesvědčit o tom, že možná časem vznikne.
Dobová kritika přijala Čardášovou princeznu různě, umělecky náročnější kritici, jako kritik Bohemie při pražské premiéře, s jistým pohrdáním skloubeným s obdivem k jejímu nepopíratelnému účinku („Hudba Emericha Kalmanna má charakter oněch pouličních zpěváků, jež člověk slýchá raději na všech možných veřejných prostranstvích než v divadle, je až příliš přístupná a člověk se jí dlouho nezbaví.“) Po téměř sto letech od premiéry jsou muzikologové ochotnější obdivovat její „melodickou svůdnost“, s níž si podmanila posluchače po celém světě jako „zlověstná směs vídeňského marcipánu a papriky“.

## Inscenační historie
První inscenace Čardášové princezny byla velkým úspěchem; Johann Strauß-Theater ji uváděl více než rok jako jediný program a do května 1917 zde dosáhla 533 repríz. Již počátkem roku 1916 byla uvedena v řadě dalších německých divadel, včetně německého divadla v Pešti, Nového německého divadla v Praze (premiéra 20. února 1916), Teplicích (premiéra 3. března) a Brně (premiéra 31. března). Ještě roku 1916 byla uvedena poprvé též v češtině v překladu Adolfa Weniga, a to ve zpěvohře Divadla na Vinohradech 29. července, kde se stala nejúspěšnější premiérou sezóny (43 představení). Bezprostředně po té ji uvedlo též Národní divadlo v Brně (24. září) a Východočeská divadelní společnost. 3. listopadu 1916 byla poprvé uvedena v maďarštině (v Pešti), ještě roku 1916 též ve švédštině a italštině, následujícího roku ve verzích dánské, finské, polské (4. dubna 1917 Varšava) a ruské (Petrohrad). Ve Spojených státech amerických byla uvedena roku 1917 nejprve v maďarštině, poté i v angličtině na Broadwayi; libreto pro tento účel přeložil a upravil spisovatel Pelham Grenville Wodehouse pod názvem The Riviera Girl. V Londýně byla uvedena poprvé roku 1921 (jako The Gipsy Princess, což zůstává nejrozšířenějším názvem v angličtině), v Paříži (divadlo Trianon-Lyrique jako La princesse tzigane) až roku 1930. Ve slovenštině byla uvedena poprvé již 30. května 1920, tedy brzy po vzniku prvního slovenského profesionálního divadla. Od svého vzniku je Čardášová princezna jednou z nejhranějších klasických operet; databáze Operabase ji uvádí pro roky 2005–2010 na 62. místě mezi operami a operetami celkem a jako 3. nejhranější operetu po Straussově Netopýrovi a Lehárově Veselé vdově. Je to rovněž nejhranější a nejoblíbenější opereta v Kálmánově vlasti Maďarsku a nejhranější z Kálmánových děl.
 Táž statistika pro rok 2011 podchycuje 135 představení ve 23 divadlech světa.
V době po druhé světové válce byla Čardášová princezna v českých zemích opakovaně inscenována například v Karlíně (1947, 1958, 1980, 1992), v Ostravě (1945, 1958, 1975, 1989, 1998), Českých Budějovicích (1948, 1976), Kladně (1957), Opavě (1958, 1973, 1985, 1996), Teplicích (1972, 1979), Brně (1975, 1993), Olomouci (1975, 1990), Plzni (1978, 1994), Liberci (1985), Ústí nad Labem (1994). V tomto století již byla uvedena v Moravském divadle Olomouc (2003), Národním divadle moravskoslezském, Divadle F. X. Šaldy v Liberci (2004), Jihočeském divadle (2006), Hudebním divadle Karlín, Severočeském divadle opery a baletu Ústí nad Labem a Slezském divadle Opava (2007).
Čardášová princezna byla uváděna nejen ve své původní podobě, ale i v četných úpravách. Již první představení mimo Rakousko-Uhersko v době 1. světové války byly prováděny s textovými změnami. V Rusku (ale i v jiných zemích, příležitostně i v Československu) byla uváděna pod jménem Sylva a jména i dějové okolnosti byly pozměněny; další ideologicky motivované úpravy byly provedeny v Sovětském svazu a tato verze byla po 2. světové válce hrána též v Československu. Hojně hraná, zvláště v Maďarsku, je úprava z roku 1954, jejímiž autory jsou István Bekéffi a Dezső Keller. Většina modernějších úprav se týká jen textu a případně instrumentace, ne hudby jako takové. Existují však běžné vsuvky, například Edwin, který nemá v původním textu vstupní árii, často zpívá píseň Heut' Nacht hab' ich von dir geträumt z Kálmánovy pozdější a méně úspěšné operety Fialka z Montmartru. Rovněž v případě, že kněžnu Anhiltu – jak bývá zvykem – hraje starší operetní hvězda, může mít v posledním dějství vložený vlastní výstup.
I v současnosti ji má na repertoáru řada světových divadel, např. vídeňská Volksoper. Dosud (2012) běžící inscenace Hudebního divadla Karlín maďarského režiséra Miklóse Gábora Kerényiho (KERO), která měla premiéru 13. září 2007, je převzata z budapešťského divadla Budapesti Operettszínház a byla provedena také například v Petrohradě, Salcburku a Mnichově; jedná se o rovněž o úpravu původního textu, a to z rukou režiséra a Istvána Kállaie, do češtiny upravenou Adamem Novákem.

## Osoby a první obsazení
| osoba | hlasový obor                     | světová premiéra (17.11.1915) | premiéra v Česku (20.2.1916) | premiéra v češtině (29.7.1916) |
| --- | -------------------------------- | ----------------------------- | ---------------------------- | ------------------------------ |
| Leopold Marie kníže von und zu Lippert-Weylersheim                                                                                        | baryton recitante (mluvená role) | Max Brod                      | Siegfried Hofer              |                                |
| Anhilte, jeho manželka | alt                              | Gusti Macha                   | Rosa Fasser                  |                                |
| Edwin Ronald, jejich syn | lyrický tenor                    | Karl Bachmann                 | Ludwig von der Bruch         | Bóža Wronski                   |
| Komtesa Stasi (Anastasia), neteř knížete                                                                                                  | soprán (subreta)                 | Susanne Bachrich              | M. Weißmann                  | Hermína Hanušová               |
| Hrabě Boni (Bonifác) Káncsiánu | tenor buffo                      | Josef König                   | Richard Hold                 | František Šašek                |
| Sylva Varescu, varietní zpěvačka | lyrický soprán                   | Mitzi Günther                 | Carola Rechberg              | Marie Kalivodová               |
| Feri von Kerekes (Feri bácsi) | bas buffo                        | Antal Nyárai                  | Karl Fischer                 |                                |
| Nadporučík Eugen von Rohnsdorff, Edwinův bratranec                                                                                        | baryton recitante (mluvená role) | Anton Nyarmy                  | Roman Reinhardt              |                                |
| Notář von Kiss | bas recitante (mluvená role)     |                               | Wilhelm Grauert              |                                |
| Miska, vrchní číšník | mluvená role                     |                               | Ernst Ritter                 |                                |
| Vyslanec Mac Grave | mluvená role                     |                               | Rudolf Mandé                 |                                |
| Groom | mluvená role                     |                               | Manza Mofeo                  |                                |
| Cikánský primáš | mluvená role                     |                               | Eugen Fransoni               |                                |
| Lokaj | mluvená role                     |                               | Max Honisch                  |                                |
| Dámy z varieté (Juliska, Aranka, Cleo, Nizzi, Selma, Mia, Daisy, Vally) a jejich kavalíři (von Merö, von Szerenyi, von Endrey, von Bihar) |                                  |                               |                              |                                |
| Dirigent: | Dirigent:                        | Arthur Guttmann               | Bruno Zitzer                 | Rudolf Piskáček                |
| Režie: | Režie:                           |                               | Karl Fischer                 | Vladimír Marek                 |

## Děj
Odehrává se v současné (počátek 20. století) Budapešti a Vídni.
(Předehra-– pot-pourri).

### 1. dějství
(Budapešť interiér varietního divadla „Orfeum“) Oblíbená varietní zpěvačka Sylva Varescu se dnes slavnostním večerem loučí se svým budapešťským publikem před odjezdem do Ameriky, kde jí její „objevitel“ a přítel hrabě Bonifacius (Boni) Káncsiánu zařídil vystupování. Právě končí své vystoupení přídavkem, písní o svém rodném Sedmihradsku (č. 1 píseň Sylvy a ansámblem Boniho, Feriho a sboru Heia, heia, in den Bergen ist mein Heimatland). Boni se loučí se svými známými, zejména se starým frekventantem „Orfea“ rytířem Ferim von Kerekes, zvaným Feri-Bácsi. Na rozdíl od jejich společného přítele knížete Edwina, který je do Sylvy nadmíru zamilován, žijí oni dva jen pro varieté (č. 2 pochodová píseň pochod Boniho, Feriho a sboru Alle sind wir Sünder... Die Mädis vom Chantant). Již je tu i Edwin. Nedbá telegramu od svého otce, naléhajícího už po mnohokráté na ukončení aféry se „šansonetou“, zato je rozhodnut zabránit Sylvě v odjezdu (č. 3 duet Sylvy a Edwina Sylva, ich will nu dich... Ja, Mädchen gibt es wunderfeine).
Boni se nyní loučí s varietními tanečnicemi; nejen že odjíždí, ale vůbec ve svém věku by už měl nabrat rozum a skončit s přelétavým životem, i když… (č. 4 píseň Boniho se sborem Aus ist's mit der Liebe... Ganz ohne Weiber geht die Chose nicht). Všichni v čele se Sylvou pak pronášejí přípitek na mládí, přátelství, lásku a štěstí (č. 5 Sylvina píseň s ansámblem Edwina a Boniho O jag' dem Glück nicht nach... Heißa, so verliebt zu sein... Ja so ein Teufelsweib).
Objevuje se nadporučík von Rohnsdorff hledající svého bratrance Edwina. Nese mu povolávací rozkaz na vojenské cvičení hned zítra ráno ve Vídni. Edwin v tom tuší intriku svého otce, zvláště když mu Rohnsdorff rovněž vzkazuje, aby zapomněl na varietní umělkyni, vrátil se domů a oženil se se svou sestřenicí Anastasií (Stasi). Již dávno si jsou zaslíbeni a zásnubní oznámení je už vytištěno. Ale Edwin hodlá vzít situaci do vlastních rukou. Přivolává notáře a před užaslou Sylvou a shromážděnými dívkami a jejich kavalíry dává zapsat prohlášení, jímž slibuje Sylvu do osmi týdnů pojmout za svou zákonitou manželku. Všichni jásají a předběžně oslavují svatbu, Feri novému páru žehná. Pak ale musí Edwin odejet na manévry. Boni se vrací sbalený a vybízí Sylvu k odjezdu. Když se dozvídá, co se událo, domnívá se, že si Edwin ze Sylvy ztropil krutý žert, a ukazuje zásnubní oznámení Edwina a Stasi, které mu zanechal Rohnsdorf. Sylva se cítí oklamána a zdrcena a odjíždí s Bonim do Ameriky (č. 6 finále – Edwin, Feri, Sylva, Boni a sbor: Ich, Edwin Ronald..., svatební pochod, Jetzt, gerade jetzt... Wir Mädis vom Chantant).

### 2. dějství
(Velký sál ve vile knížete Lippert-Weylersheima ve Vídni) (č. 6½ mezihra) Probíhá ples (č. 7 taneční valčík, sbor Erstrahlen die Lichter). Kníže a kněžna chtějí potají vyslechnout rozhovor svého syna Edwina s jeho snoubenkou Stasi. Stasi na Edwinovi poznává, že je stále zamilován do Sylvy, a nemá mu to za zlé. Edwin to sice popírá, přece ale žádá, aby bylo oznámení jejich zásnub znovu odloženo. Ale láska jistě přebolí a třeba z nich ještě budou šťastní manželé (č. 8 „vlaštovčí“ duet Stasi a EdwinA Ich warte auf das große Wunder... Machen wir's den Schwalben nach). Po jejich odchodu se zklamaní rodiče vynoří z úkrytu.
Boni a Sylva se vrátili z Ameriky a vstupují. Sylva Boniho přiměla, aby se dnes večer vydával za jejího manžela. Kníže nejlepšího přítele svého syna i jeho okouzlující choť vítá. Jeden z hostů, konzul Mac Grave, se v ní domnívá poznávat hvězdu newyorského varieté Sylvu Varescu; ta prý měla kdysi v Uhrách aféru s nějakým knížetem a od té doby jí všichni říkají „Čardášová princezna“. „Hraběnku Káncsiánu“ to nevyvede z míry: již několik lidí si ji se zmíněnou šansonetou zmýlilo, ale jak možno srovnávat zpěvačku a šlechtičnu? Když poznává Sylvu i překvapený Edwin, celá společnost to považuje za další zábavný omyl. Edwin ale ví své a po straně vyčítá Bonimu, že se oženil se Sylvou. I Bonimu je jeho dnešní „manželství“ na překážku, protože si padli do oka se Stasi. Sylva Edwinovi tvrdí, že je za Boniho skutečně vdána a že ho miluje, ale melancholické vzpomínky na ztracenou lásku je opět spojují (č. 9 duet Sylvy a Edwina Heller Jubel... Weißt Du es noch?). Boni a Stasi so také dobře rozumějí, takže při následujícím tanci „oficiální“ páry stěží vydrží při sobě (č. 10 kvartet Sylvy, Stasi Edwina a Boniho Liebchen, mich reißt es). Boni vyznává Stasi lásku, což komtesa nechápe – vždyť je přece ženat se Sylvou. Ale jak Boni vysvětluje, taková je prostě moc lásky (č. 11 duet Stasi a Boniho Mädel guck... Das ist die Liebe).
Edwin je přesvědčen, že jej Sylva má stále ráda, a žádá Boniho, aby se s ní rozvedl. Ten rád souhlasí a Edwin se šťasten hlásí o Sylvinu uvolněnou ruku (č. 12 duet Sylvy a Edwina Tanzen möcht' ich... Tausend kleine Engel singen). Teď si ji může vít jakožto hraběnku, byť rozvedenou; zato kdyby byla stále pouze šansonetou, to by bylo ovšem těžší… To ale Sylvu hluboce ranní: Edwin se za ni stydí! Kníže svolává hosty, aby jim oznámil zasnoubení Edwina a Anastasie, ale Edwin ho přeruší, neboť jeho srdce patří hraběnce Káncsiánu. Ale Sylva nyní prozrazuje, že není žádná hraběnka. Zato má Edwinův dosud platný písemný, notářsky ověřený slib manželství. Edwin je před šokovanou společností ochoten slib dodržet, ale Sylva ho s opovržením tohoto závazku zprošťuje a odchází (č. 13 finále II – Edwin, Sylva, Stasi, Boni, kníže a sbor: Verzeih', Papa... Lieben sich zwei Menschenkinder).

### 3. dějství
(Vestibul vysoce elegantního hotelu ve Vídni) (č. 13 ½ mezihra) Boni přivádí Sylvu z plesu u knížete zpět do hotelu. Mírně jí vyčítá, že ztropila skandál a že odmítla Edwina, navíc s tím výsledkem, že si nyní chce vzít jeho. Setkávají se se starým známým Feri bácsim. Ten přivezl z budapešťského „Orfea“ do vídeňského „Apolla“ do angažmá celé ženské osazenstvo, a když slyší, jak Sylva dopadla, chce ji opět angažovat, ale Sylva nechce a nemůže zpět k divadlu. Feri a Boni k zaplašení melancholické nálady pozvou cikánského primáše a dají Sylvě zahrát furiantskou píseň (č. 14 tercet Feriho, Sylvy a Boniho Nimm, Zigeuner, deine Geige... Jai, mamám, Bruderherz, ich kauf' mir die Welt).
Přichází Edwin: zastihne Boniho a prudce mu vyčítá, že vydával Sylvu za svou ženu. Ale ani Boni není spokojen: kvůli Edwinovi si ho chce Sylva vzít, a to právě teď, když on má v hlavě jen Edwinovu snoubenku Stasi. Hádka by málem skončila potyčkou, kdyby se neohlásil kníže hledající svého syna. Edwin unikne, Boni využívá příležitosti a žádá knížete, aby svolil k jeho sňatku se svou neteří. Kníže nechápe – Stasi přece miluje Edwina – ale Boni před ním požádá telefonicky Stasi o ruku a dostane se mu kladné odpovědi. Odváděn dívkami z „Orfea“ zanechává na místě zmateného knížete, kterého se ujímá Feri a hned mu mluví do duše. Proč tak brání sňatku Edwina se Sylvou? I Feri je šlechtic, a přece by si byl býval rád vzal za ženu hvězdu miškoveckého „Orfea“ Kupfer Hildu, kdyby mu ji nepřebral hrabě Zentler. Kníže se zhrozí. Přichází za ním jeho choť – ovdovělá hraběnka Zentlerová! – a manželský konflikt je nasnadě. Jak říká kníže, není divu, že to syna táhne k šantánu, když to má po matce, šantánové zpěvačce. Je marné mu déle bránit, rodokmen Lippert-Weylersheimů to už nezachrání.
Stasi nachází Boniho (č. 15 reminiscence Mädel guck... Dast ist die Liebe) a jejich sňatku stojí v cestě jen Stasina podmínka: nevezmou se dříve než Edwin se Sylvou. Boni to slibuje zařídit; nechá zavolat Sylvu a mezitím finguje telefonický rozhovor s Edwinem, který se prý hodlá z nešťastné lásky zastřelit. To Sylvu přiměje k vyznání lásky, Živý Edwin se vynoří z vedlejší místnosti a její vyznání opakuje; milenci se konečně smíří. Oba páry mohou slavit svatbu (* č. 16 závěrečný zpěv Sylvy, Stasi, Edwina a Boniho Tausend kleine Engel singen).

## Nahrávky

### CD
- 1971 (1996) (Kníže) Peter Brand, (Edwin) Nicolai Gedda, (Stasi) Olivera Miljakovic, (Boni) Willi Brokmeier, (Sylva) Anneliese Rothenberger, (Rohnsdorff) Horst Sachtleben, (Feri) Wolfgang Anheisser. Chor der Bayerischen Staatsoper München a Symphonie-Orchester Graunke diriguje Willy Mathes (EMI)
- 1972 (2007) (Kníže) Karl Schönböck, (kněžna Marie-Luise) Irén Psota, (Edwin) René Kollo, (Stasi) Dagmar Koller, (Boni) Sándor Németh, (Sylva) Anna Moffo, (Rohnsdorff) Peter Huszti, (Feri) László Menszáros, (Miska) Zoltán Latinovics. Symphonie-Orchester Kurt Graunke diriguje Bert Grund (Eurodisc)
- (1994) (Kníže) Rudolf Fernau, (Edwin) Rudolf Schock, (Stasi) Dorothea Chryst, (Boni) Ferry Gruber, (Sylva) Margit Schramm, (Feri) Julius Katona. Der Günther Arndt-Chor a Berliner Symphoniker diriguje Robert Stolz (Eurodisc – highlights)
- (1994) Hanna Honthy, Erzsébet Házy, Anna Zentai, György Korondi, Kamill Feleki, Róbert Rátonyi. A Magyar Rádió Szimfonikus Zenekara diriguje Tamás Bródy(v maďarštině) (Hungaroton)
- 2000 Milena Rudiferia, Jack Poppell, Franz Waechter, Elisabeth Kales. Chor und Orchester der Wiener Volskoper diriguje Rudolf Bibl (Záznam Wiener Volsoper) (Denon)
- 2002 (Kníže) Harald Serafin, (Anhilte) Mirjana Irosch, (Edwin) Ferdinand von Bothmer, (Stasi) Kerstin Grotrian, (Boni) Markus Werba, (Sylva) Vera Schoenenberg, (Rohnsdorff) Michael Gampe, (Feri) Frigyes Harsányi, (Kiss) Gottfried Falkenstein, (hofmistr) Karl Hoess, (cikánský primáš) Lajos Padar. Chor und Ballett der Seefestspiele Mörbisch diriguje Rudolf Bibl (Záznam ze Seefestspiele Mörbisch) (ÖRV)
- 2002 (2005) Yvonne Kenny, Mojca Erdmann, Marko Kathol, Karl-Michael Ebner, Heinz Holecek, Yvone Kálmán, Hellmuth Klumpp. Slovenský filharmonický zbor a Symfonický orchester Slovenského rozhlasu diriguje Richard Bonynge (Naxos)

Československý rozhlas v Praze pořídil v roce 1988 nahrávku Čardášové princezny v češtině (dirigent Miroslav Homolka), nebyla však vydána na hudebním nosiči.

### DVD
- 2002 (Kníže) Harald Serafin, (Anhilte) Mirjana Irosch, (Edwin) Ferdinand von Bothmer, (Stasi) Kerstin Grotrian, (Boni) Markus Werba, (Sylva) Vera Schoenenberg, (Rohnsdorff) Michael Gampe, (Feri) Frigyes Harsányi, (Kiss) Gottfried Falkenstein, (hofmistr) Karl Hoess, (cikánský primáš) Lajos Padar. Režie Helmuth Lohner, výprava a kostýmy Rolf Langenfass, choreografie Giorgio Madia. Chor und Ballett der Seefestspiele Mörbisch a Festival Orchester Mörbisch diriguje Rudolf Bibl (Záznam ze Seefestspiele Mörbisch) (ÖRV)
- 1972 (2006) (Kníže) Karl Schönböck, (kněžna Marie-Luise) Irén Psota, (Edwin) René Kollo, (Stasi) Dagmar Koller, (Boni) Sándor Németh, (Sylva) Anna Moffo, (Rohnsdorff) Peter Huszti, (Feri) László Menszáros, (Miska) Zoltán Latinovics. Režie Miklós Szinetár. Budapest Operetta Ballet a Symphonie-Orchester Kurt Graunke diriguje Bert Grund (Deutsche Grammophon)

## Filmové podoby
- 1919: Die Csárdásfürstin – režie: Emil Leyde
- 1927: Die Csárdásfürstin – režie: Hanns Schwarz, Sylva: Liane Haid
- 1934: Die Csárdásfürstin – režie: Georg Jacoby, Sylva: Mártha Eggerth, Edwin: Hans Söhnker
- 1944: Sylva
- 1951: Die Csardasfürstin – režie: Georg Jacoby, Sylva: Marika Rökk, Edwin: Johannes Heesters.
- 1972: Die Csárdásfürstin – režie: Miklós Szinetár, Sylva: Anna Moffo, Edwin: René Kollo
- 1981: Сильва (Silva) – režie: Eduard Rozovskij, Sylva: Žanna Glebova, Edwin: Ivar Kalnynš